# Steven Hall
Pour les articles homonymes, voir Hall.
Pas d'image ? Cliquez ici

a Compétitions nationales et continentales officielles uniquement.

b Matchs officiels uniquement.
Dernière mise à jour le 4 février 2019.
Steven Hall, né le 17 septembre 1972 à Johannesburg (Afrique du Sud), est un ancien joueur de rugby à XV sud-africain. Il a joué en équipe de France et évoluait au poste de troisième ligne centre (1,98 m pour 116 kg).

## Carrière
Steven Hall commence à Port Elizabeth avant de rejoindre le Villager FC (en).
N’étant pas retenu pour disputer le Super 12, il décide de rejoindre l'AS Béziers en 1997.
Steven Hall reste huit saisons jusqu'en 2005 avec le club héraultais avant de terminer sa carrière avec deux saisons à l'Aviron bayonnais.

### En équipe nationale
Alors qu'il évolue son club de l'AS Béziers, il est sélectionné avec l'équipe de France en tant que troisième ligne centre pour participer au tournoi des six nations 2002, à la suite du forfait de Patrick Tabacco.
Il honore sa première cape internationale en équipe de France le 2 février 2002 contre l'équipe d'Italie
 et sa seconde et dernière cape le 16 février 2002 contre l'Équipe du pays de Galles.
Il devient ainsi l'un des acteurs vainqueurs du Grand Chelem 2002.

## Palmarès
- 2 sélections en équipe de France en 2002
- Tournoi des Six Nations disputé : 2002
- Grand chelem : 2002
- 1 fois Barbarians en 2004

## Statistiques

### Tournoi des Six Nations
| Édition          | Rang | Résultats France | Résultats Hall | Matchs Hall |
| ---------------- | ---- | ---------------- | -------------- | ----------- |
| Six Nations 2002 | 1    | 5 v, 0 n, 0 d    | 2 v, 0 n, 0 d  | 2/5         |

Légende : v = victoire ; n = match nul ; d = défaite ; la ligne est en gras quand il y a Grand Chelem.